# Кильчень (река)
Кильче́нь (укр. Кільчень) — река в Днепропетровской области Украины, правый приток Самары.

## Течение
Исток реки расположен около села Голубовка. Течет по Новомосковскому, Магдалиновскому, Днепровскому районам Днепропетровской области. Впадает в Днепровское водохранилище Днепра.
Вниз по течению:
- Голубовка
- Сичкаревка
- Почино-Софиевка
- Поливановка
- Калиновка, Новоивановка
- Весёлый Гай
- Запорожье, Кильчень
- Александровка
- Очеретоватое
- Спасское
- Перемога
- Подгородное

## Гидроним
«Кильчень» происходит от тат. Кюльдень — «выходящий из озера», на джагатайском «кельте» значит «куцый», «короткий», по киргизки «кельте» — «ящерица», «культе» — «сноп».